# Hortia vandelliana
Hortia vandelliana är en vinruteväxtart som beskrevs av Groppo. Hortia vandelliana ingår i släktet Hortia och familjen vinruteväxter. Inga underarter finns listade i Catalogue of Life.